# Carlos Anibal Altamirano Argüello
Mons. Carlos Anibal Altamirano Argüello (13. března 1942, Aloasí - 25. září 2015) byl ekvádorský katolický duchovní a biskup Azogues.

## Stručný životopis
Narodil se 13. března 1942 v Aloasí, provincie Pichincha. Po absolvování teologických a filosofických studií ve Vyšším Semináři San José de Quito byl vysvěcen na kněze 29. června 1966.
Vykonával pastorační činnost v různých farnostech arcidiecéze Quito. Roku 1981 byl poslán dokončit jeho formaci do Říma na Papežskou Gregoriánskou univerzitu kde získal licentiát z teologie se specializací na nisiologii. Poté se vrátil zpět do Ekvádoru, a pokračoval dále pastorační službou ve farnostech.
Dne 3. ledna 1994 byl jmenován pomocným biskupem arcidiecéze Quito a titulárním biskupem Ambijským. Biskupské svěcení přijal 20. února 1994 z rukou arcibiskupa Antonia José Gonzáleze Zumárraga a spolusvětiteli byli Antonio Arregui Yarza a Luis Enrique Orellana Ricaurte, S.J. Tuto funkci vykonával do 14. února 2004 kdy byl ustanoven diecézním biskupem Azogueským.